# سعید المطیری
سعید المطیری (عربی: سعيد بن مقبل المطيري؛ زادهٔ ۲۴ سپتامبر ۱۹۶۸) تیرانداز اهل عربستان سعودی است. وی در ۵ دوره بازی‌های المپیک تابستانی شرکت کرده‌است.